# 나의 죄를 씻기는

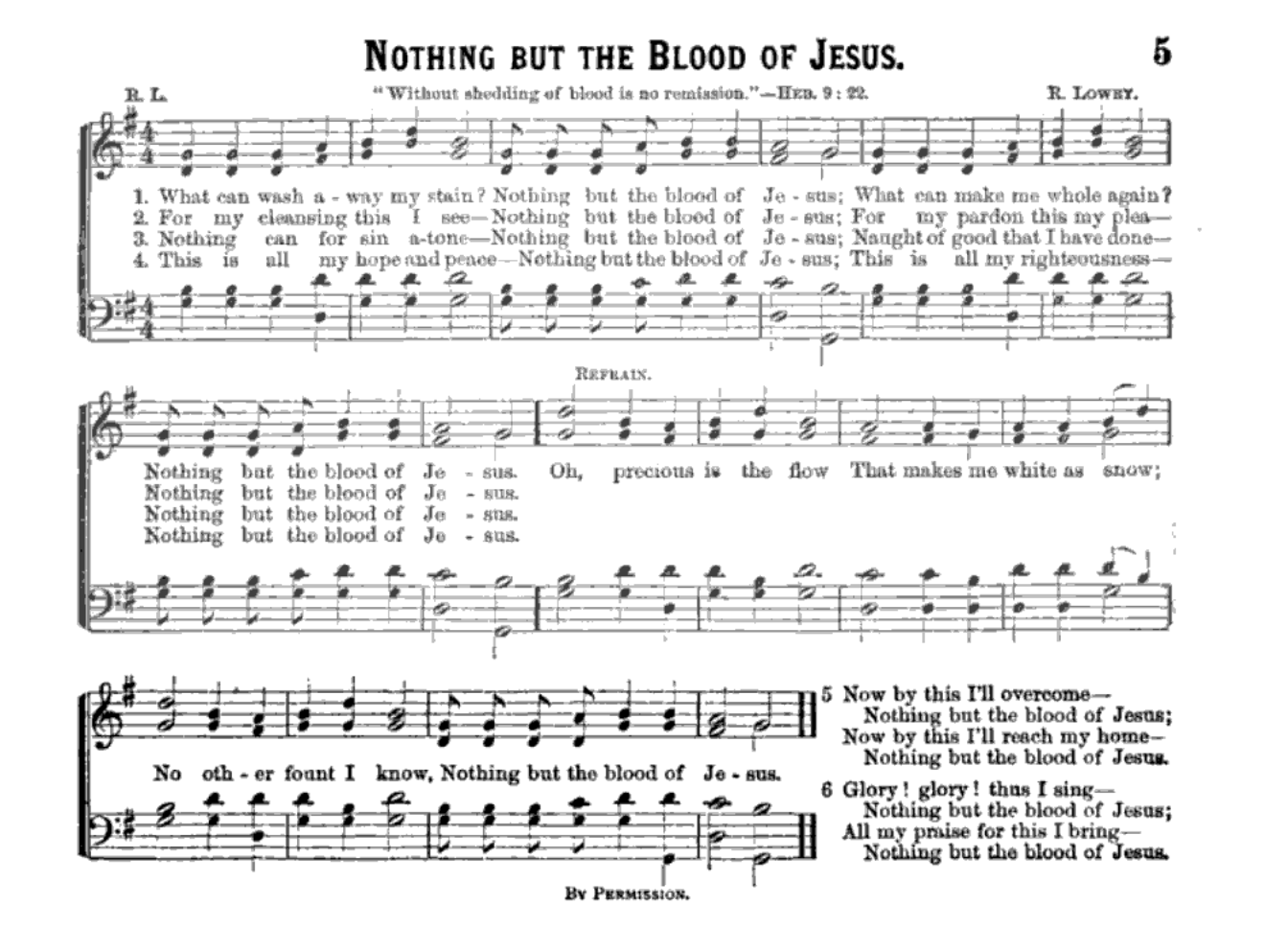

나의 죄를 씻기는(Nothing but the Blood of Jesus)은 히브리서 9장에 설명된 예수님의 죽음으로 인한 피의 속죄와 유화 (속죄)를 다룬 미국의 전통 찬송이다. 이 노래는 침례교 목사이자 버크넬 대학교 교수였던 로버트 라우리(Robert Lowry)가 작곡한 것이다.
이 노래는 1876년에 작곡되었으며 뉴저지주 오션 그로브에서 열린 캠프 모임에서 처음 대중화되었다. 이 노래는 랜디 트래비스와 캐리 언더우드를 포함한 많은 유명 음악가들이 커버했다.

## 가사

### 원문
1. What can wash away my sin?

Nothing but the Blood of Jesus

What can make me whole again?

Nothing but the Blood of Jesus.

Chorus:

O precious is the flow

That makes me white as snow

No other fount I know

Nothing but the Blood of Jesus

Nothing but the Blood of Jesus.

2. For my cleansing this I see

Nothing but the Blood of Jesus

For my pardon this my plea

Nothing but the Blood of Jesus.

3. Nothing can for sin atone

Nothing but the Blood of Jesus

Naught of good that I have done

Nothing but the Blood of Jesus.

4. This is all my hope and peace

Nothing but the Blood of Jesus

This is all my righteousness

Nothing but the Blood of Jesus.

5. Now by this I'll overcome

Nothing but the Blood of Jesus

Now by this, I'll reach my home

Nothing but the Blood of Jesus.

6. Glory! glory! thus I sing

Nothing but the Blood of Jesus

All my praise to this I bring

Nothing but the Blood of Jesus.

5절과 6절은 거의 일반적으로 쓰이지 않는다.

### 한국어 가사
1. 나의 죄를 씻기는 예수의 피밖에 없네
다시 성케 하기도 예수의 피밖에 없네
2. 나를 정케 하기는 예수의 피밖에 없네
사죄하는 증거도 예수의 피밖에 없네
3. 나의 죄속하기는 예수의 피밖에 없네
나는 공로 없도다 예수의 피밖에 없네
4. 평안함과 소망은 예수의 피밖에 없네
나의 의는 이것 뿐 예수의 피밖에 없네
5. 영원토록 내 할 말 예수의 피밖에 없네
나의 찬미 제목은 예수의 피밖에 없네
<후렴>예수의 흘린 피 날 희게 하오니
귀하고 귀하다 예수의 피밖에 없네